# Рафал із Сеняви
Рафал із Сеняви (пом. перед 22 березня 1518) — шляхтич, урядник в Українських землях Королівства Польського. Представник роду Сенявських.

## Біографія
Син Гунтера з Сеняви та його дружини (ім'я невідоме). Несецький Каспер вважав його сином накельського каштеляна Димітра Грановського гербу Леліва.
Публічне життя почав як асесор львівських судів: гродського, земського від 1485 р. під опікою батька. В тім часі часто його називали Судичем. 1492 р. в львівському гродському суді на сесії для жидів заступав суддю, розглядав жидівські справи. 1494—1495 р. львівський староста встановив заставу 100 гривень в суперечці Рафаїла з Сеняви з Павелом Печихойським з Печихвостів (тепер Кам'янка-Бузький район). Суперечка ставала все більш сильною, для того 1496 р. підстароста встановив заставу 400 гривень. У 1498 р. був суддею земським львівським. 15 червня 1502 р. отримав у Любліні посаду галицького хорунжого. 1503 р. в Любліні король Олександр Ягеллончик дозволив йому заставу Івану Дідушицькому королівських сіл Добряни, Лубча (Луб'яна). 1504 р. був на Пйотркувському сеймі (невідомо, чи посол), на якому король поновив згоду заставлення названих сіл за 430 гривень. 1506 р. отримав від короля О. Ягеллончика на Любельському сеймі звільнення на 10 років від податків з утримуваних в тенуті королівщин у Галицькому та Львівському повітах.
Перед 1497 р. поділив спадок батька з братом Яном (отримав Вовків, кілька сіл). Дідичив частини у Сеняві та Ходорковичах та їх багаті приналежності зі стриєчними братами — синами стрия Миколая, які стали називатися Лелівами. Також прийняв королівщини Войнилів з 5-ма селами, Баківці з 5-ма селами, мав у тенуті половину Голуховичів у Львівській землі. 1502 р. купив у стриєчного брата Дмитра Леліви з Сеняви Тенетники з умовою: якщо брат Дмитра Станіслав, або його власний син Станіслав повернуться з турецької неволі і пред'явили свої права на село, Дмитро дав би йому за 100 кіп грошей право на Ходорковичі, Заруддя. Кілька років опікувався братанками Миколою, Станіславом — синами Івана (Іваська), дав їм маєток. 1503 p. виплатив Владиславу Яричовському 200 гривень посагу для його дружини Барбари з Фельштина — доньки Северина Гербурта, вдови брата Івана у другому шлюбі, ті поступилися Рафаїлу з Сеняви половиною Вовкова, Кугаєва, віддали королівські документи. 1505 р. сплатив всі борги померлого брата.
1492 р. одружився з Агнешкою — дочкою покоївця королівського Івана Влоха Цебровського з Жабокруків та Анни. 18 грудня 1492 Анна Цебровська і Рафаїл з Сеняви подали позов на львівського старосту Спитка Ярославського Влодка з Білки, оскаржуючи викрадення зашлюбленої Р. С. Агнешки з двору тещі, грабіж статку домового (в тому числі літньої сукні з китайки (єдвабу), яку купив їй Р. з Сеняви. С. Ярославський Влодек визнав, що А. Цебровська була обіцяна йому за дружину і прийшла до його двору сама, випроваджена матір'ю на 2-кінному возі з клунком одягу, що підтвердили 5 січня 1493 р. свідки. Староста постановив заставу 1000 гривень, сторони пообіцяли дати спокій А. Цебровській до вирішення питання королем на Пйотркувському сеймі після 18 січня 1493 р. Рафал подав скаргу на плебана з Білки Яна львівському консистору за те, що той дав шлюб А. Цебровській та С. Ярославському Влодку на дворі пані Злотніцкої в Германові, знаючи про укладення шлюбу, також про 300 флоринів шкоди. Вироки короля та консистора були на користь Рафаїла з Сеняви, бо у 1497—1498 р. як вдова по С. Ярославському Влодку з Білки згадана Барбара.
Припускається, що Аг. Цебровська могла бути його другою дружиною (після шлюбу перебувала на дворі матері; С. Ярославський Влодек не пригадував її обіцянки вийти за нього). Три його сини — Миколай, Александр, Прокоп — згадані в джерелах 1512 р., отже, народились перед 1492 р., ім'я першої дружини невідоме. Мав доньку (ім'я невідоме) — дружину Миколая Конарського, маму Марцеля Конарського — придворного пруського князя Альбрехта.